# تپه چیا ریخله
تپه چیا ریخله مربوط به سده‌های اولیه دوران‌های تاریخی پس از اسلام است و در شهرستان سلسله، بخش فیروزآباد، دهستان فیروزآباد، ۱/۶ کیلومتری شمال غرب روستای ده آقا واقع شده و این اثر در تاریخ ۲۸ اسفند ۱۳۸۵ با شمارهٔ ثبت ۱۸۸۵۶ به‌عنوان یکی از آثار ملی ایران به ثبت رسیده است.